# Monti Pir Panjal
I monti Pir Panjal sono una catena montuosa situata nella parte settentrionale del subcontinente indiano. Appartengono al gruppo dell'Himalaya occidentale (o del Punjab), la propaggine più a ovest del vasto sistema himalayano.
Sono situati in prevalenza entro i confini della contesa regione del Kashmir. Si estendono in direzione sud-est per più di 320 km dal fiume Nilam (o Kishanganga) nell'area occidentale dell'Azad Kashmir (amministrato dal Pakistan), attraverso la parte sud-occidentale dello stato di Jammu e Kashmir (amministrato dall'India), fino al corso superiore del Beas nella parte nord-occidentale dello stato dell'Himachal Pradesh, in India. 
Innalzandosi improvvisamente ad un'altitudine media di oltre 4000 m, separano le colline del Jammu a sud dalla valle del Kashmir, oltre la quale si estende il Grande Himalaya. I passi più importanti che li attraversano sono il Pir Panjal (3494 m) e il Banihal (2739 m). Un tunnel autostradale in prossimità del passo Banihal rende accessibile al traffico proveniente da sud la valle del Kashmir, perfino durante l'inverno. Le montagne che si estendono a nord del fiume Nilam in Pakistan vengono talvolta considerate parte di questa catena.